# Sarroux
Sarroux est une ancienne commune française située dans le département de la Corrèze, en région Nouvelle-Aquitaine.
Au 1er janvier 2017, la commune de Sarroux fusionne avec celle de Saint-Julien-près-Bort, créant la commune nouvelle de Sarroux - Saint Julien.

## Géographie
Ancienne commune du Massif central située au pied de la montagne de Bort, à 620 m d'altitude.

### Communes limitrophes
En 2016, année précédant la création de la commune nouvelle de Sarroux - Saint Julien, Sarroux était limitrophe de cinq autres communes, dont deux dans le département du Cantal.
|                        | Monestier-Port-Dieu | Beaulieu (Cantal) |
| Saint-Julien-près-Bort | Sarroux             | Lanobre (Cantal)  |
|                        |                     | Bort-les-Orgues   |

### Localisation
L'ancienne commune est située à 8 km à l'ouest de Bort-les-Orgues et à 23 km au sud-est d'Ussel.

### Hydrographie
L'ancienne commune se trouve sur la rive droite de la Dordogne, en amont du barrage de Bort-les-Orgues et le long de son lac.
Un autre cours d'eau traverse son territoire : le Lys qui se jette dans la retenue du barrage.

## Toponymie
Sarroux mérite son nom : « Petite hauteur allongée », son étymologie venant du latin serro (colline) et du suffixe oxem (un diminutif).

## Histoire
Au 1er janvier 2017, la commune de Sarroux fusionne avec celle de Saint-Julien-près-Bort, créant la commune nouvelle de Sarroux - Saint Julien, les deux anciennes communes devenant déléguées. Cependant, lors du premier conseil municipal, le 2 janvier 2019, le maire de la commune nouvelle, Xavier Gruat, annonce la suppression des deux communes déléguées.

## Politique et administration

### Liste des maires
| Période                                  | Période | Identité                 | Étiquette | Qualité |
| ---------------------------------------- | ------- | ------------------------ | --------- | --- |
| Les données manquantes sont à compléter. |         |                          |           | |
| 1845                                     | 1850    | François Besse           |           | |
| 1850                                     | 1868    | Julien Grégoire          |           | |
| 1868                                     | 1872    | Guillaume Peyry          |           | |
| 1872                                     | 1876    | Vincent Bosdeveix        |           | |
| 1876                                     | 1888    | Antoine Désir            |           | |
| 1888                                     | 1896    | François de Tournemire   |           | |
| 1896                                     | 1900    | Antoine Désir            |           | |
| 1900                                     | 1906    | François Mignon          |           | |
| 1906                                     | 1919    | Paul Morel               |           | |
| 1919                                     | 1934    | Antoine Ceppe            |           | |
| 1934                                     | 1937    | Guillaume Jabiol         |           | |
| 1937                                     | 1944    | François Mignon          |           | |
| 1944                                     | 1945    | M. Jouve                 |           | |
| 1945                                     | 1968    | Louis Mignon             |           | |
| 1968                                     | 1995    | Henri Bonnet             |           | |
| 1995                                     | 2001    | Jacques Antraigue        |           | Officier des Palmes académiques                                                                               |
| 2001                                     | 2008    | Denis Raynaud            |           | Agriculteur                                                                                                   |
| 2008                                     | 2014    | Jean-Jacques Gouttebroze |           | |
| 2014                                     | 2016    | Jean-Claude Sangoï       |           | Retraité de l'enseignement, ancien directeur du département d'histoire de l'université Jean-Jaurès à Toulouse |

## Population et société

### Démographie
Les habitants de Sarroux sont appelés les Sarrousiennes et Sarrousiens.
| 1793 | 1800 | 1806 | 1821  | 1831  | 1836  | 1841  | 1846  | 1851  |
| ---- | ---- | ---- | ----- | ----- | ----- | ----- | ----- | ----- |
| 915  | 751  | 943  | 1 112 | 1 186 | 1 144 | 1 109 | 1 236 | 1 149 |

| 1856  | 1861  | 1866  | 1872  | 1876  | 1881  | 1886  | 1891 | 1896  |
| ----- | ----- | ----- | ----- | ----- | ----- | ----- | ---- | ----- |
| 1 107 | 1 083 | 1 112 | 1 065 | 1 023 | 1 148 | 1 234 | 935  | 1 130 |

| 1901  | 1906 | 1911 | 1921 | 1926 | 1931 | 1936 | 1946 | 1954 |
| ----- | ---- | ---- | ---- | ---- | ---- | ---- | ---- | ---- |
| 1 013 | 970  | 952  | 713  | 671  | 607  | 602  | 554  | 631  |

| 1962 | 1968 | 1975 | 1982 | 1990 | 1999 | 2006 | 2007 | 2012 |
| ---- | ---- | ---- | ---- | ---- | ---- | ---- | ---- | ---- |
| 451  | 426  | 375  | 361  | 362  | 379  | 422  | 428  | 420  |

| 2017 | 2019 | - | - | - | - | - | - | - |
| ---- | ---- | - | - | - | - | - | - | - |
| 446  | 444  | - | - | - | - | - | - | - |

### Sport
Le 14 juillet 1996, lors de l'étape reliant Besse à Tulle, le Tour de France passe sur la commune, au lieu-dit le Chassang.

## Économie

### Exploitation minière et métallurgie
La mine de fer de Deveix ne fait pas partie des Exploitations minières du Limousin car, bien que concédée, elle n'a jamais été exploitée.

## Culture locale et patrimoine

### Lieux et monuments
- Le château de Pierrefitte des XIIIe et XVe siècles est inscrit au titre des monuments historiques depuis le 19 mars 1927[10].
- Le château de Vaux du XVIIe siècle est inscrit au titre des monuments historiques depuis le 8 décembre 2017[11].
- L'église Saint-Barthélemy, de style roman date du XIIIe siècle.
- Le Puy de Bort, 860 mètres d'altitude, est le sommet des orgues basaltiques qui ont donné son nom à la ville de Bort-les-Orgues. Il permet une vue sur le Limousin et l’Auvergne, sur les massif du Sancy et du Cantal. Ce lieu est connu par les amateurs de vol libre[12].
- Le chêne dit de Sully dont l'âge est estimé à plus de trois cents ans.